# Grupa Operacyjna Warszawa Stasi

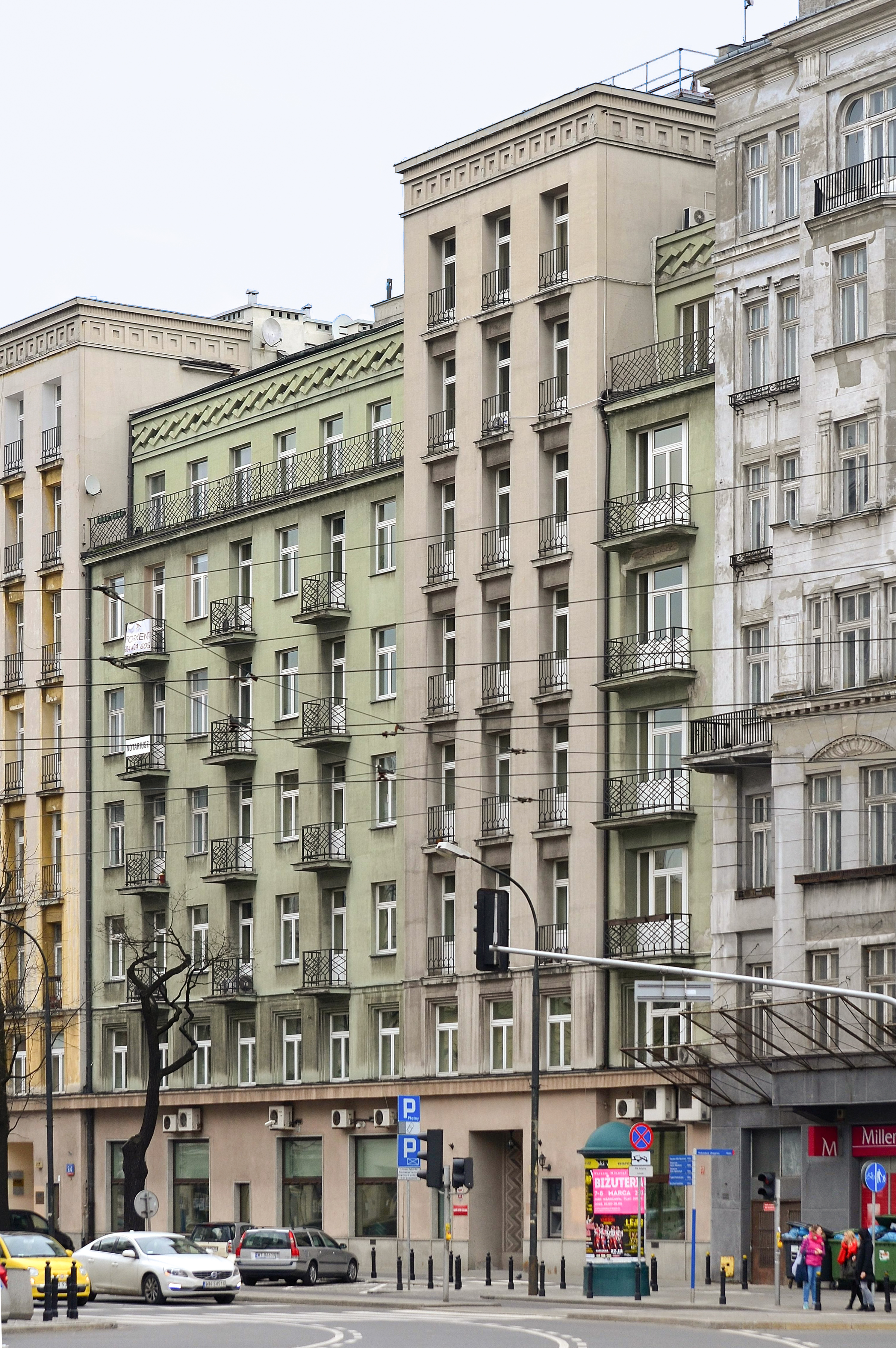
b. siedziba Grupy Operacyjnej Warszawa Stasi w gmachu Ambasady NRD w al. I Armii WP 2-4, obecnie al. Szucha (1980-1990)

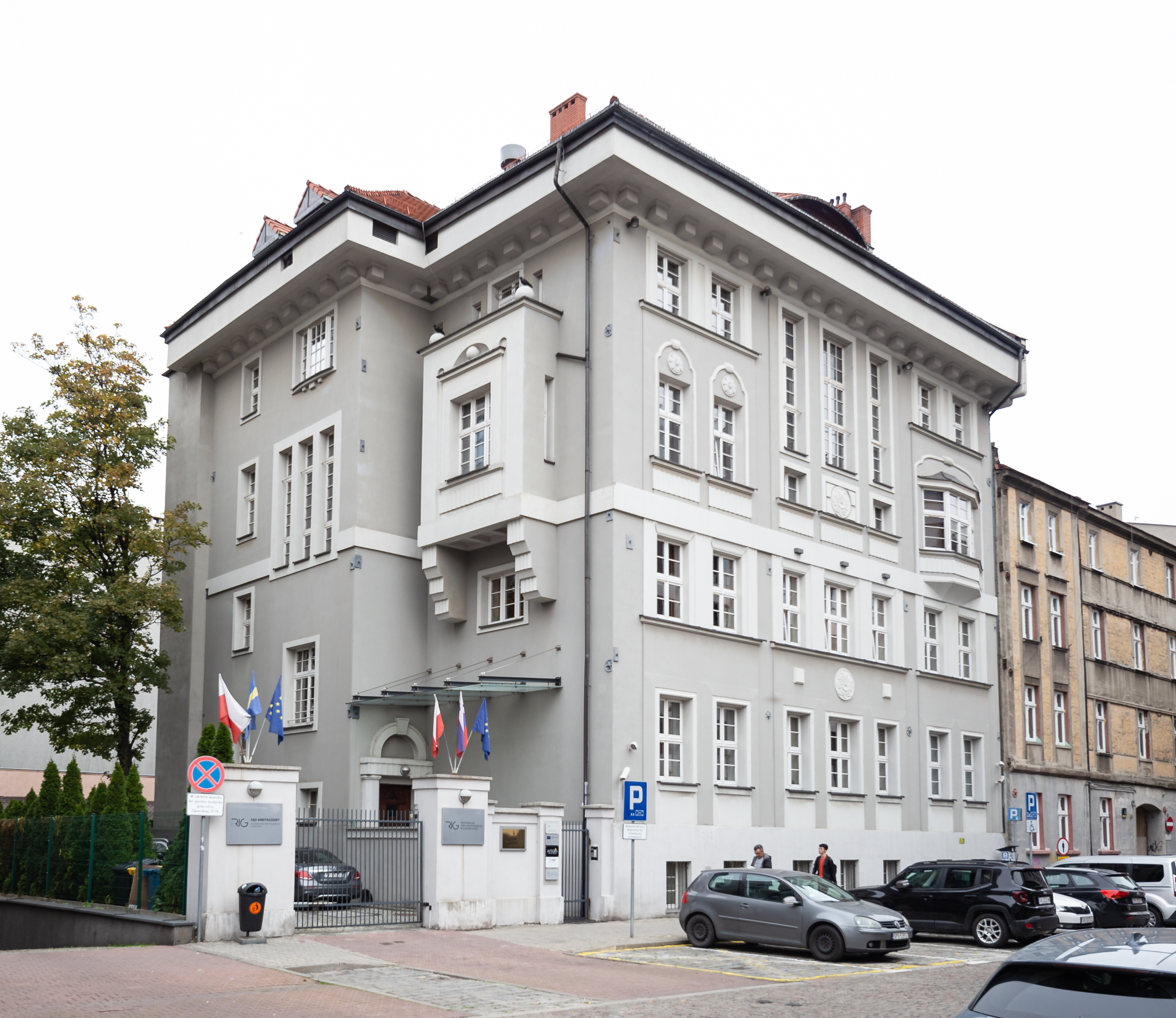
b. siedziba przedstawicielstwa terenowego Stasi w Przedstawicielstwie Handlowym NRD w Katowicach przy ul. Opolskiej 15

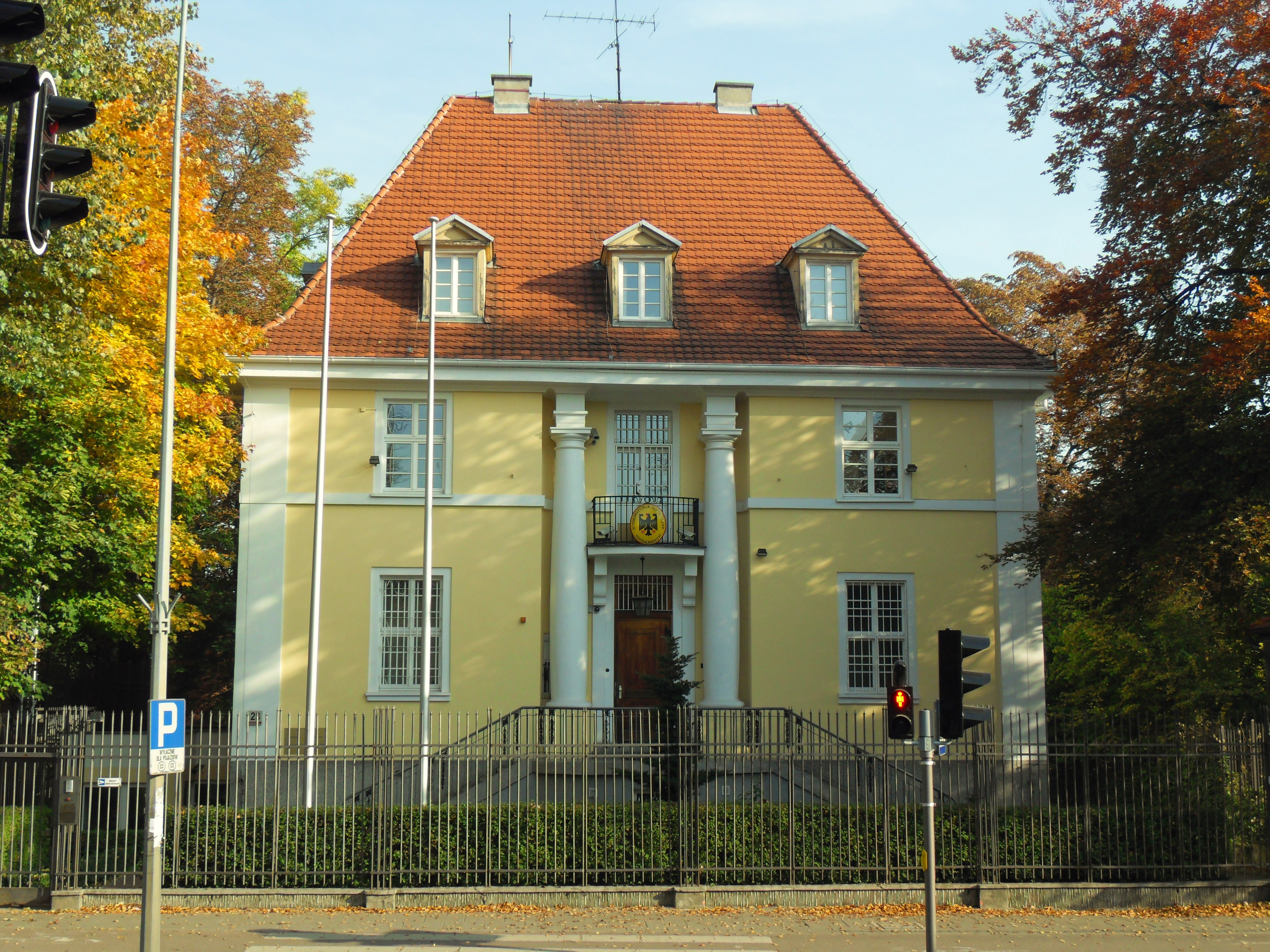
b. siedziba przedstawicielstwa terenowego Stasi w Konsulacie Generalnym NRD w Gdańsku w al. Zwycięstwa 23

Grupa Operacyjna Warszawa Stasi (Operativgruppe Warschau, Operativgruppe des MfS in der VR Polen, w skrócie OG Warschau) – działająca w latach 1980-1990 w Polsce, a więc w okresie stanu wojennego i bezpośrednio po nim, jednostka operacyjna Ministerstwa Bezpieczeństwa Państwowego NRD – Stasi (Ministerium für Staatssicherheit – MfS).
Grupa powstała 8 września 1980, na mocy porozumienia z władzami polskimi. Organizacyjnie była komórką kontrwywiadu (Spionageabwehr) Stasi, formalnie II Głównego Wydziału (Hauptabteilung II – HA II). Jej członkami byli też przedstawiciele innych służb Stasi. W połowie lat 80. składała się łącznie z 14 etatów, w tym z głównego pełnomocnika do spraw bezpieczeństwa ambasady NRD. Utrzymywała też w Polsce sieć własnych agentów, określaną na ok. 150-500 osób.
Zadania Grupy na rok 1982 ujęto w dokumencie z 18 listopada 1981 – „Porozumieniu między Głównym Zarządem II i Departamentem II polskiego MSW dotyczące czynności grup operacyjnych MBP NRD w PRL.”, w którym najistotniejszym z zadań określono zdobywanie informacji dotyczących układu sił w Polsce.

## Kierownicy Grupy
- 1980-1984 – mjr/ppłk Karl-Heinz Herbrich
- 1984-1987 – ppłk Hans Gottschling
- 1987-1989 – ppłk Peter Wilkes
- 1989-1990 – mjr Carl-Heinz Scharpegge

## Siedziba
Grupa mieściła się w budynku ambasady NRD w Warszawie, przy ówczesnej al. I Armii Wojska Polskiego 2-4 (obecnie al. Szucha), zajmując 10 pokoi. Do 1984, praktycznie w okresie stanu wojennego, OG W utrzymywała też przedstawicielstwa terenowe:
- w Gdańsku (na terenie Konsulatu Generalnego w al. Zwycięstwa 23),
- Katowicach (na terenie przedstawicielstwa handlowego NRD, formalnie Oddziału w Katowicach Wydziału Polityczno-Handlowego Ambasady NRD, mieszczącego się przy ówczesnej ul. Liebknechta 15[1]),
- Szczecinie (na terenie Konsulatu Generalnego przy ul. Królowej Korony Polskiej 31), i
- we Wrocławiu (na terenie Konsulatu Generalnego przy ul. Podwale 76).